# Setge de Lòvetx
El  setge de Lòvetx  (búlgar: Обсада на Ловеч, Obsada na Lòvetx) va tenir lloc a la primavera de 1187 entre les forces de Bulgària i l'Imperi Romà d'Orient.

## Orígens del conflicte
El 1185, els germans Ivan i Pere van encapçalar un aixecament contra els romans d'Orient per restaurar l'Imperi Búlgar. Tota la regió de Mèsia, a excepció de Varna, fou ràpidament alliberada i els germans van començar a atacar les guarnicions romanes d'Orient al sud dels Balcans. Les tàctiques búlgares incloïen atacs i moviments ràpids, i els romans d'Orient eren incapaços de carregar contra ells.
Per canviar aquesta situació, l'emperador romà d'Orient Isaac II Àngel, va decidir traslladar les accions militars al nord de Bulgària i atacar directament els bastions dels rebels al voltant de Tàrnovo.

## El setge
A la tardor de 1186, l'exèrcit romà d'Orient va marxar cap al nord per Sredets (Sofia). La campanya va agafar per sorpresa el búlgars. No obstant això, les dures condicions climàtiques i el començament de l'hivern va detenir els romans d'Orient i el seu exèrcit va haver de romandre a Sredets durant tot l'hivern.
A la primavera de l'any següent la campanya es va reprendre, però el factor sorpresa havia desaparegut i els búlgars havien adoptat mesures per impedir el pas a la seva capital, Tàrnovo. Els romans d'Orient havien d'assetjar la fortalesa de Lòvetx. El setge va durar tres mesos i va ser un complet fracàs per a Isaac Àngel. El seu únic èxit va ser la captura de l'esposa d'Ivan, però Isaac Àngel es va veure obligat a fer una treva de facto i, per tant, va haver de reconèixer la restauració de l'Imperi Búlgar.

## Conseqüències
Segons el tractat, el més jove dels germans Assèn, Kaloian, va ser enviat com a ostatge a Constantinoble per garantir la pau. No obstant això, Nicetes Coniata assenyala que la situació va empitjorar per als romans d'Orient. Poc després del setge, els búlgars a Macedònia es van revoltar sota les ordres de Dobromir Crissós.
La pau va durar fins al 1189, quan a causa de la proposta de Bulgària en suport de la Tercera Croada contra els romans d'Orient, Isaac Àngel va posar en marxa una altra campanya i va patir una dura derrota en la batalla de Triavna, que va confirmar la superioritat militar búlgara a la guerra.